# Villeurbanne
Villeurbanne város Franciaországban, a Rhône-Alpes régióban. Lyon mellett fekszik, attól ÉK-re. Lakossága 146 ezer fő volt 2012-ben.

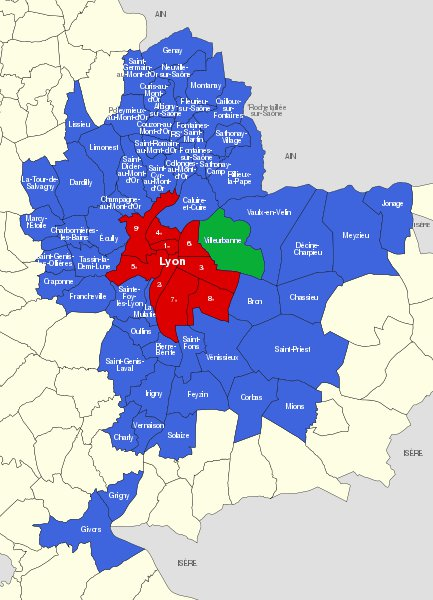
Lyon (piros), Villeurbanne (zöld) és a környező önkormányzatok

## Látnivalók
- A Lazare Goujon Place-n található városháza és színház
- 1927-1934-ben a klasszikus modern stílusban épült felhőkarcoló-együttes a Gratte-Ciel
- Parc de la Feyssine (40 hektáros városi park)
- A katolikus templomok

## Nevezetes személyek
- Charles Hernu, politikus, Villeurbanne polgármestere (1977-1990)
- Mourad Benhamida, focista
- Xavier Chavalerin, focista
- Henri Cochet, teniszező
- Florent Manaudou, úszó
- Laure Manaudou, úszó
- Gnonsiane Niombla, kézilabdás
- Jean-Karl Vernay, autóversenyző
- Jose Vespasien, kosárlabda játékos

## Fordítás
- Ez a szócikk részben vagy egészben  a   Villeurbanne című angol Wikipédia-szócikk fordításán alapul.  Az eredeti cikk szerkesztőit annak laptörténete sorolja fel. Ez a jelzés csupán a megfogalmazás eredetét és a szerzői jogokat jelzi, nem szolgál a cikkben szereplő információk forrásmegjelöléseként.